# Apoderament
L'apoderament (en anglès: empowerment) es refereix al procés pel qual s'augmenta la fortalesa espiritual dels individus i les comunitats, en temàtiques com ara política, diari viure i economia, per així impulsar canvis beneficiosos per al grup en les situacions en què viuen. Generalment implica, en el beneficiari, el desenvolupament d'una confiança en les seves pròpies capacitats i accions. No és limita solament a que una organització cedeix o delega poders en els subordinats.

## Definicions
El terme apoderament humà abasta una extensa gamma de significats. Les interpretacions d'aquest concepte, així com les seves definicions, provenen de diferents disciplines, que van des de la psicologia i la filosofia, fins a la indústria editorial i comercial, així com les ciències de la motivació i automotivació.
L'origen de la filosofia de l'apoderament es troba en l'enfocament de l'educació popular desenvolupada en els anys 1960 a partir del treball de Paulo Freire. L'enfocament participatiu sorgeix en el camp del desenvolupament dels anys 1970; i consisteix en "un procés de reducció de la vulnerabilitat i en l'increment de les mateixes capacitats dels sectors pobres i marginats, que condueix a promoure entre ells un desenvolupament humà i sostenible.
"Encara que l'apoderament és aplicable a tots els grups socials vulnerables o que siguin víctima de la marginació, tant el seu origen com la seva aplicació pràctica més estesa es troba entre el col·lectiu de les dones. El concepte va ser proposat per primera vegada a mitjans dels anys 1980 per DAWN (1985), una xarxa de grups de dones i investigadores del Nord i del Sud, per referir-se al "procés pel qual les dones accedeixen al control dels recursos (materials i simbòlics) i reforcen les seves capacitats i protagonisme en tots els àmbits". Des d'aquest enfocament més feminista, l'apoderament de les dones abasta des del canvi individual a l'acció col·lectiva, i implica l'alteració radical de les estructures i processos que reprodueixen la posició subordinada de les dones com a gènere.

### Actualitat
Durant els últims anys el terme "apoderament" ha ampliat el seu camp d'aplicació. Des de la primera accepció del terme aplicada únicament a les anàlisis de gènere, ha passat a designar també al conjunt de col·lectius vulnerables. L'extensió de la seva utilització en els estudis inclou el desenvolupament, el treball comunitari i social, i la cooperació per al desenvolupament. De la mateixa manera el camp d'aplicació del terme, que originàriament pertanyia als moviments de dones i de desenvolupament, progressivament ha transcendit a altres camps entre els quals cal destacar els organismes internacionals com Nacions Unides, el Banc Mundial, i fins i tot especialitzacions com la gestió empresarial i el desenvolupament personal.
Per a aquests dos últims camps d'aplicació, el terme apoderament és:
"Un procés multidimensional de caràcter social en on el lideratge, la comunicació, i els grups autodirigits, reemplacen l'estructura piramidal mecanicista per una estructura més horitzontal on la participació de tots i cadascun dels individus dins d'un sistema, formen part activa del control del mateix per tal de fomentar la riquesa i el potencial del capital humà, tot el que posteriorment es veurà reflectit no només en l'individu sinó també en la mateixa organització".
Mentrestant, la visió dels grups de dones i altres moviments socials va més enllà. L'apoderament seria "un procés que fa que les dones i altres grups marginats incrementin les seves possibilitats, és a dir, que accedeixin a l'ús i control dels recursos materials i simbòlics, que guanyin influència i prestigi, i que participin en el canvi social. Aquests canvis pragmàtics porten amb si també un procés pel qual les persones es conscienciïn dels seus propis drets, capacitats i interessos, i de com aquests es relacionen amb els interessos d'altres persones, per tal de participar des d'una posició més sòlida en la presa de decisions, i estar en condicions d'influir en elles.
El Diccionari Panhispànic de Dubtes defineix «donar poder» com «concedir poder a un col·lectiu desfavorit socioeconòmicament, perquè mitjançant el seu acte gestió, millori les seves condicions de vida» i afegeix: «El verb donar poder ja existia en espanyol com a variant desusada d'apoderar. La seva ressuscitació amb aquest nou sentit, té l'avantatge sobre apoderar, d'usar-se avui únicament amb aquest significat específic».

## El procés d'apoderament
L'apoderament, un procés que habilita a algú a guanyar poder, autoritat i influència sobre altres, les institucions o la societat, probablement es construeix amb el desenvolupament de les següents capacitats:
- Tenir poder de decisió propi.
- Tenir accés a la informació i als recursos per prendre una decisió apropiada.
- Tenir una gamma d'opcions per triar.
- Habilitat per exercir assertivitat en la presa de decisions col·lectives.
- Tenir un pensament positiu i l'habilitat per fer canvis.
- Habilitat per aprendre i per millorar el seu propi poder personal o de grup.
- Habilitat per canviar les percepcions per mitjans democràtics.
- Millorar l'autoimatge i superar l'estigmatització (vegeu discriminació i estereotip).
- Participar en un procés autoiniciat de creixement i canvis continus.

## Apoderament organitzacional
L'apoderament organitzacional es refereix a l'atorgament de poder als empleats de l'empresa, per així obtenir beneficis òptims mitjançant la tecnologia de la informació, i més, tenint accés al fet de la crítica.
Aquesta tendència va sorgir en una empresa productiva de mida mitjana, que va aconseguir èxit donant més llibertat de proposta al seu personal, la qual cosa vol dir fer que la gent alliberi el poder i la creativitat que té pels seus coneixements i experiències. Però aquest canvi d'enfocament ha de començar des del cim i ser impulsat sobre la base dels valors, ja que generalment pren temps, perquè se li demana als empleats que acceptin una cosa que no coneixen ni tenen experiència, però que es pot aconseguir amb ajuda dels següents aspectes:
L'empresa o organització deu estar orientada als clients o usuaris.
- Deu ser eficient en cost.
- Ha de tenir flexibilitat i ha de poder actuar amb rapidesa.
- La millora ha de ser contínua i constant.

Pel que fa a estar orientat als clients, es refereix al fet que l'empresa ha de considerar amb serietat la sofisticació dels consumidors actuals, a més de la varietat de productes que hi ha al maercat internacional, de manera que una organització poc sensitiva als desitjos i necessitats dels clients, està generalment destinada al fracàs o a desaparèixer.
A més, es considera l'augment dels costos que ha forçat a moltes companyies a retallar els seus marges de despeses i així, haver de fer molt més amb menys.
La flexibilitat i rapidesa es refereixen al fet que al client no li va importar qui és el gerent, sinó què tan eficaçment se solucionen els problemes que té. Llavors, també es té en compte la millora continua dia a dia, ja que s'ha d'acceptar que l'empresa ha de ser millor que ahir i així soccessivament, mitjançant punts clau com el compartir la informació, crear autonomia, i reemplaçar la jerarquia amb equips autodireigits, tot i que s'ha de tenir cura amb les persones que no tenen bona informació, perquè en aquest cas no poden actuar amb responsabilitat.
Després de tot aquest procés, s'han d'atendre a les fronteres que creen autonomia, les quals són: propòsits, valors, imatge, metes, rols, i estructura organitzacional. Ara, i complint amb tot això, es pot arribar a l'equip autodirigit, que és un grup d'empleats que tenen la responsabilitat de tot un procés, per exemple: planejar, executar i dirigir el treball de del començament fins al final, i sense oblidar-se de les regles operacionals, com el posar als clients primer i abans que res, vetllar pels interessos financers de la companyia, ser flexibles en prendre decisions de qualitat, i a més, mantenir informats els empleats.
Conformats aquests grups de treball, es podran obtenir certs beneficis, com ser: augment de satisfacció en el treball ; canvi de actitud des de "haver de fer alguna cosa a ara voler fer-ho"; major compromís per part dels empleats; procés més eficient en la presa de decisions; millores en la qualitat; reducció de costos; i una organització més rendible.
Avantatges de compartir la informació:
- És la primera clau per facultar les persones i les organitzacions.
- Permet als empleats entendre la situació actual en termes clars.
- És la manera de crear confiança en tota l'organització.
- Acaba amb la manera de pensar jeràrquic tradicional.
- Ajuda a les persones a ser més responsables .
- Les estimula per a actuar com si fossin propietàries de la empresa .

## Apoderament de la dona
Al llarg de la història de la humanitat, el paper que representa la dona davant la societat ha estat menyspreat respecte a la presència de l'home, en la majoria de les àrees de desenvolupament de l'ésser humà. Durant molts anys aquesta situació va impedir que les dones tinguessin accés a un tracte igualitari al que rebien els homes; des del rol que exercien dins el nucli familiar fins al grau de presència en la societat. Va ser fins a la participació que van tenir durant la Segona Guerra Mundial quan el paper de la dona va començar a transcendir guanyant lloc a diversos sectors que fins aquell moment havien estat encapçalats per homes, principalment en el camp laboral. La concepció que la societat teia sobre la dona a poc a poc va anar canviant, ja no es creia que la fi única d'aquesta era el de tenir fills i mantenir endreçada la casa, però aquests estereotips encara segueixen vigents, encara que en menor grau, sobre el paper que hauria de tenir la dona contemporània a la societat.
Actualment la dona ha aconseguit no ser símbol de vulnerabilitat en la concepció que la societat contemporània té sobre ella, però hi ha sectors de la població mundial que continuen sota una sèrie d'idees arrelades sobre el paper amb el qual ha de radicar la participació de les dones del món. La inequitat entre homes i dones ha estat un dels principals factors que perquè aquesta no pugui tenir un paper de transcendència en diverses àrees. No obstant això cal constatar que són moltes les dones que dia a dia s'han esforçat amb propòsit de trencar els paradigmes sota els quals han estat catalogades durant els últims segles i han començat a exigir equitat pel que fa a la participació i oportunitats amb què han de comptar i que els pertanyen per dret; per tal de demostrar que les dones tenen la capacitat per ser partícips de les decisions amb les quals es regeix la vida actualment.
Apoderament es refereix a la capacitat que tenen les persones, en situacions de vulnerabilitat, per aconseguir una transformació amb la qual deixi de ser objecte d'altres i aconsegueixi ser la protagonista de la seva pròpia història. És per mitjà del canvi de mentalitats col·lectives i de la capacitat que les persones poden aconseguir la facultat d'anar a la recerca del canvi. És així com el subjecte (vegeu subjecte (filosofia), subjecte històric i també individu) aconsegueix les seves aspiracions de desenvolupament, benestar i compliment de drets i llibertats, amb què compta com a ésser humà. Segons l'Institut Nacional de les Dones en el cas de la dona, hi ha diferents àrees en què durant els últims anys s'ha aconseguit major participació i increment de l'apoderament que aquestes poden arribar a tenir, per exemple:
- Pla individual: La lluita que les dones han portat a terme per aconseguir el compliment dels seus drets, s'ha aconseguit gràcies al compromís que aquestes han adquirit i desenvolupat amb motiu de reclamar, d'exigir, l'equitat de gènere. Per això va ser necessari una llarga lluita amb si mateixes sobre si el que estaven fent anava en contra del que la societat marcava, si estava bé o malament; alhora que exigien que l'Estat es comprometés a garantir el compliment responsable dels drets.

- Àmbit social: La dona deixa de ser la meitat de l'home i busca equivalència de gènere en la participació que pot arribar a tenir en la presa de decisions en temes de desenvolupament, societat i comunitat.

- Ideologia i cultura: Consisteix en la transformació per la qual una persona passa a ser un ésser individual, independent i amb la capacitat de decidir de quina manera actuar. D'aquest punt sorgeix la perspectiva feminista, en la qual es busca tenir dret a cercar drets.

- Àmbit econòmic: D'acord amb ONU Dones, l'apoderament que les dones han aconseguit en la vida econòmica ha aconseguit un nivell de desenvolupament internacional que millora la qualitat de vida amb la qual en l'actualitat la dona es desenvolupa. En haver igualtat de gènere en el sector privat, les empreses tendeixen a millorar els resultats. Un altre punt al qual es fa referència, és el foment a dur a terme pràctiques de desenvolupament empresarial a favor de les dones, com a valor.

## Apoderament i feminisme
D'acord amb la Guia per a l'apoderament de la dona, publicada pel Femeval, la recerca per eliminar les condicions opressives a les quals s'ha vist sotmesa la dona durant molts anys, ha comportat la concepció d'una ideologia feminista, que ha impactat a milions de dones a tot el món. La cultura que s'ha anat formant durant els últims segles, emfatitzant el segle xx, és una basada en moviments socials i polítics feministes, en els quals la dona ha aconseguit ser la iniciadora d'una forta onada de democratització sense la qual la història contemporània no seria la que coneixem avui dia. Gràcies al començament d'aquesta ideologia, les dones del món han aconseguit una connexió que les ha portat a una vida més participativa en la qual es busca forjar relacions d'equitat en la participació entre homes i dones.
La línia en la qual es mou el feminisme tendeix a generar diverses perspectives des de les quals pot ser analitzat el moviment, algunes visions representaran postures a favor, mentre que altres ho faran en contra. La rebel·lia ha estat peça clau perquè la dona hagi assolit el seu objectiu, aconseguir l'execució dels seus drets tant d'equitat de gèneres com el de lliure expressió dins de la societat moderna. La presència amb què compten avui en dia les dones, en diverses àrees, s'ha vist beneficiada del pensament científic i és que totes les dones immerses en aquest moviment han pensat en nous problemes que ajuden al desenvolupament de la ciència i les humanitats, vistos des d'un nou punt de vista.
Una vegada que les dones van veure que podien guanyar terreny en les activitats diàries de la vida contemporània, van decidir anar per més i és que suficient amb veure que són elles les que van d'acord amb els avenços tecnològics, ja que no veuen limitacions a l'hora d'aconseguir transcendir a les noves necessitats que el món contemporani exigeix. El feminisme actual intenta impulsar la seguretat, la capacitat d'obtenir condicions de desenvolupament aptes i una vida en la qual el patrimoni de cada dona es vegi beneficiat, d'acord amb la igualtat de gènere, en un ambient creatiu i plaent.

## Dona i xarxes socials
L'arribada d'Internet a la vida de les societats contemporànies va ser un gran pas en l'Era digital, però durant els anys 90, la participació femenina en Internet era escassa (tan sols el 20% tenia una participació activa). Actualment l'escenari ha canviat per complet, ja que cada vegada més és comú veure dones en àrees en què l'home abans tenia el complet domini, com tot el relacionat amb tecnologia. La dona en donar-se el lloc que mereix en aquest sector va aconseguir enriquir el seu coneixement sobre aquests temes i d'aquesta manera aconseguir un accés encara més fàcil al maneig de les tecnologies i, per tant, de les xarxes socials.
El paper de la dona s'ha vist beneficiat en múltiples àrees, una d'aquestes és la tecnologia, de manera que la bretxa de gènere en l'àrea digital cada dia desapareix més. És en les xarxes socials on és més evident que la participació de la dona ha començat a guanyar un lloc molt important, ja que fins i tot en algunes de les principals xarxes socials com: Facebook, Twitter i MySpace, és més gran el percentatge d'usuàries que usuaris, per exemple:
- En Facebook, el 57% són usuàries.
- En MySpace, el 64% són usuàries.
- En Flickr, el 55% són usuàries.

Per a la dona, el web s'ha convertit en una eina bàsica per a la classe mitjana i classe alta, amb la qual aconsegueixen un desenvolupament encara més avançat en l'elaboració dels seus projectes. L'apoderament que la dona ha aconseguit en aquest sector ha transcendit fins al punt de posicionar-la com a peça fonamental per a la societat moderna. El camp que han arribat a abastar és un en què han aconseguit respecte, que per dret mereixen, unit a la llibertat d'expressió, un dret amb el qual tot ésser humà compte. Els temes que més interessen al sector femení són: l'establiment de relacions laborals, la tecnologia, la moda, la literatura, els viatges.

### La dona i l'ús del bloc
La lliure expressió amb la qual es pot treballar en Internet i la poca quantitat de censura amb la qual es pot trobar un usuari en publicar alguna cosa, és el que ha fet que la dona utilitzi aquesta eina com a arma d'acció política a favor de paper femení i l'impacte que aquestes han generat en el pla actual. Els problemes d'ordre social són els que principalment han portat a la dona a prendre un paper de caràcter activista, intentant causar un impacte com a actors socials i aconseguint que l'equitat de gènere i la seva veu com a dones es faci notar.
Actualment, l'ús del bloc ha donat l'oportunitat a moltes dones, a escala mundial, de fer una crida davant els problemes amb què la societat actual viu dia amb dia. Les dones han aconseguit tenir un paper tan important dins de les principals xarxes socials que ja no només tocar temes relacionats amb la dona sinó problemes en general que posen en perill la tranquil·litat de l'ésser humà. El bloc és una pàgina que permet expressar-se de manera lliure, com ho fan Heba Afify i Afrah Nasser, dues blogueres, activistes encarregades de donar a conèixer al món la situació en què actualment es troben els seus països (Egipte i Iemen). Elles són només dos dels milions d'exemples a la xarxa de xarxes; finalment, són dones amb la capacitat d'informar la greu situació en la qual es troba la humanitat.
És evident que l'empoderament que les dones estan tenint en les xarxes socials incrementa dia amb dia i que encara falta molt però la societat ha començat a prendre en compte el paper i el treball que aquestes dones estan aconseguint. Durant el 6è Festival Internacional de Cinema de Drets Humans de Mèxic es va dur a terme la 1a trobada de dones blogueres a on van ser convidades dones que escriuen a la xarxa amb un sol propòsit, concretar a la societat contemporània sobre els problemes amb què es viu dia a dia. La importància amb què es viuen aquests esdeveniments és gràcies a l'ardu treball al qual s'ha sotmès la dona per tal de ser presa en compte, dins dels estàndards d'equitat de gènere.

## Apoderament per a la salut
En promoció de la salut, l'apoderament per a la salut és un procés mitjançant el qual les persones adquireixen un major control sobre les decisions i accions que afecten la seva salut. S'estableix una distinció entre l'apoderament per a la salut de l'individu i el de la comunitat. L'apoderament per a la salut individual es refereix principalment a la capacitat de l'individu per prendre decisions i exercir control sobre la seva vida personal. L'apoderament per a la salut de la comunitat suposa que els individus actuïn col·lectivament per tal d'aconseguir una major influència i control sobre els determinants de la salut i la qualitat de vida de la seva comunitat, sent aquest un important objectiu de l'acció comunitària per a la salut.

## Marginalització i apoderament
La marginalització es considera com un concepte oposat a l'apoderament i es refereix a la tendència oculta o oberta que hi ha dins de les societats on es consideren com indesitjables ja excloure aquells que pateixen de certes habilitats o que es desvien de les normes del grup.
Les persones marginades que no tenen autosuficiència generalment depenen de la caritat d'altres. Aquestes persones perden l'autoconfiança per no ser capaços d'autosostenir-se. Les oportunitats que se'ls neguen els priva dels èxits, que aquells que tenen les oportunitats poden desenvolupar per ells mateixos. Això al seu torn els porta a desenvolupar problemes d'ordre psicològic, socials i mentals.
Per contra, l'apoderament és el procés d'aconseguir que les oportunitats bàsiques puguin ser obtingudes per aquells que estan marginats, ja sigui mitjançant l'ajuda directa a través de persones no marginades que comparteixen el seu propi accés a aquestes oportunitats. L'apoderament també involucra atacar qualsevol intent de negar a les persones aquestes oportunitats. L'empoderament també implica fomentar i desenvolupar habilitats per a l'autosuficiència, amb una èmfasi en l'eliminació de la necessitat de caritat. Aquest és un procés difícil d'implementar efectivament.
Una estratègia d'apoderament és la d'ajudar a la gent marginada perquè creïn les seves pròpies organitzacions sense ànim de lucre, ja que posseeixen el coneixement del qual la seva gent necessita. Ja que, si el control de l'organització recau en persones de fora del grup, es pot produir l'efecte contrari, i accentuar la marginació o crear noves dependències.

## Apoderament personal
L'apoderament personal s'aconsegueix quan es passa de la dependència a la interdependència passant per la independència; aconseguint aquest últim estat, la persona aconsegueix donar poder la seva vida tenint un control complet de les seves accions, autocontrol, estima alta, seguretat completa en la seva persona, control d'emocions, està, en definitiva, amb el poder del seu costat per dirigir la seva vida.

## Apoderament ciutadà
L'apoderament ciutadà és un aspecte del govern obert.
Es pot aconseguir dotant als ciutadans d'una xarxa de recursos per a facilitar-los que s'apoderen.